# バカリと大悟の人類極限クイズ
『バカリと大悟の人類極限クイズ』（バカリとだいごのじんるいきょくげんクイズ）は、日本テレビで2022年（令和4年）7月2日から16日まで毎週土曜 0:30 - 0:59（金曜深夜）に放送されていたバラエティ番組である。

## 出演者

### MC
- バカリズム
- 大悟（千鳥）

## ネット局

### レギュラー版
- 全編ローカルセールス枠のため、日本テレビ以外の通常時同時ネットとする局でも自主編成の都合上臨時に遅れネットまたは非ネットに変更することがある一方、通常時非ネットとする局でも臨時同時ネットで放送する場合がある。

| 放送対象地域   | 放送局                | 系列           | 放送日時                      | 放送期間                 | ネット状況 |
| -------------- | --------------------- | -------------- | ----------------------------- | ------------------------ | ---------- |
| 関東広域圏     | 日本テレビ（NTV）     | 日本テレビ系列 | 土曜 0:30 - 0:59 （金曜深夜） | 2022年7月2日 - 7月16日   | 【制作局】 |
| 青森県         | 青森放送（RAB）       | 日本テレビ系列 | 土曜 0:30 - 0:59 （金曜深夜） | 2022年7月2日 - 7月16日   | 同時ネット |
| 岩手県         | テレビ岩手（TVI）     | 日本テレビ系列 | 土曜 0:30 - 0:59 （金曜深夜） | 2022年7月2日 - 7月16日   | 同時ネット |
| 宮城県         | ミヤギテレビ（MMT）   | 日本テレビ系列 | 土曜 0:30 - 0:59 （金曜深夜） | 2022年7月2日 - 7月16日   | 同時ネット |
| 福島県         | 福島中央テレビ（FCT） | 日本テレビ系列 | 土曜 0:30 - 0:59 （金曜深夜） | 2022年7月2日 - 7月16日   | 同時ネット |
| 新潟県         | テレビ新潟（TeNY）    | 日本テレビ系列 | 土曜 0:30 - 0:59 （金曜深夜） | 2022年7月2日 - 7月16日   | 同時ネット |
| 長野県         | テレビ信州（TSB）     | 日本テレビ系列 | 土曜 0:30 - 0:59 （金曜深夜） | 2022年7月2日 - 7月16日   | 同時ネット |
| 静岡県         | 静岡第一テレビ（SDT） | 日本テレビ系列 | 土曜 0:30 - 0:59 （金曜深夜） | 2022年7月2日 - 7月16日   | 同時ネット |
| 富山県         | 北日本放送（KNB）     | 日本テレビ系列 | 土曜 0:30 - 0:59 （金曜深夜） | 2022年7月2日 - 7月16日   | 同時ネット |
| 石川県         | テレビ金沢（KTK）     | 日本テレビ系列 | 土曜 0:30 - 0:59 （金曜深夜） | 2022年7月2日 - 7月16日   | 同時ネット |
| 中京広域圏     | 中京テレビ（CTV）     | 日本テレビ系列 | 土曜 0:30 - 0:59 （金曜深夜） | 2022年7月2日 - 7月16日   | 同時ネット |
| 鳥取県・島根県 | 日本海テレビ（NKT）   | 日本テレビ系列 | 土曜 0:30 - 0:59 （金曜深夜） | 2022年7月2日 - 7月16日   | 同時ネット |
| 香川県・岡山県 | 西日本放送（RNC）     | 日本テレビ系列 | 土曜 0:30 - 0:59 （金曜深夜） | 2022年7月2日 - 7月16日   | 同時ネット |
| 高知県         | 高知放送（RKC）       | 日本テレビ系列 | 土曜 0:30 - 0:59 （金曜深夜） | 2022年7月2日 - 7月16日   | 同時ネット |
| 福岡県         | 福岡放送（FBS）       | 日本テレビ系列 | 土曜 0:30 - 0:59 （金曜深夜） | 2022年7月2日 - 7月16日   | 同時ネット |
| 長崎県         | 長崎国際テレビ（NIB） | 日本テレビ系列 | 土曜 0:30 - 0:59 （金曜深夜） | 2022年7月2日 - 7月16日   | 同時ネット |
| 山口県         | 山口放送（KRY）       | 日本テレビ系列 | 木曜 10:25 - 10:55            | 2023年11月2日 - 11月16日 | 遅れネット |

## スタッフ
- 企画・演出：吉川真一朗
- 構成：堀江B面、宮下勇二、一場麻美
- ナレーション：島田洋子
- TM：望月達史
- SW：渡辺滋雄
- CAM：榎本丈之
- MIX：滝口祐造
- VE：北岡大輔（ネクプラ-）
- 大道具：下吉克明
- メイク：豆﨑雪乃（ネクプラ-）
- 美術プロデューサー：牧野沙和（ネクプラ-）
- デザイン：熊崎真知子、山本莉子（山本→ネクプラ-）
- 編集：松沢章
- MA：安河内隆文
- 音効：岡田淳一
- CG：森三平
- 協力：NiTRO、日テレアート、ヌーベルアージュ
- デスク：木村真由美
- TK：長坂真由美
- チーフディレクター：大谷俊介
- ディレクター：加藤昌義、田村秋男、小潟龍輝、大納啓汰/関川愛、赤坂賢一、半田心、深田倫寛（加藤・大納・赤坂・半田・深田→ネクプラ-）
- プロデューサー：田中俊光、天野英明、北詰由賀、小澤亜都沙（田中・天野→ネクプラ-）
- チーフプロデューサー：島田総一郎
- 制作協力：THE WORKS
- 製作著作：日本テレビ

### 過去のスタッフ
- VE：天内理絵（第1回）
- メイク：小島梨香（第1回）
- 美術プロデューサー：滋田由布子（第1回）
- ディレクター：須田未来也、舟野祐貴、櫻井麻結、間渕葉月（共に第1回）
- プロデューサー：黒川高（第1回）